# John Basilone

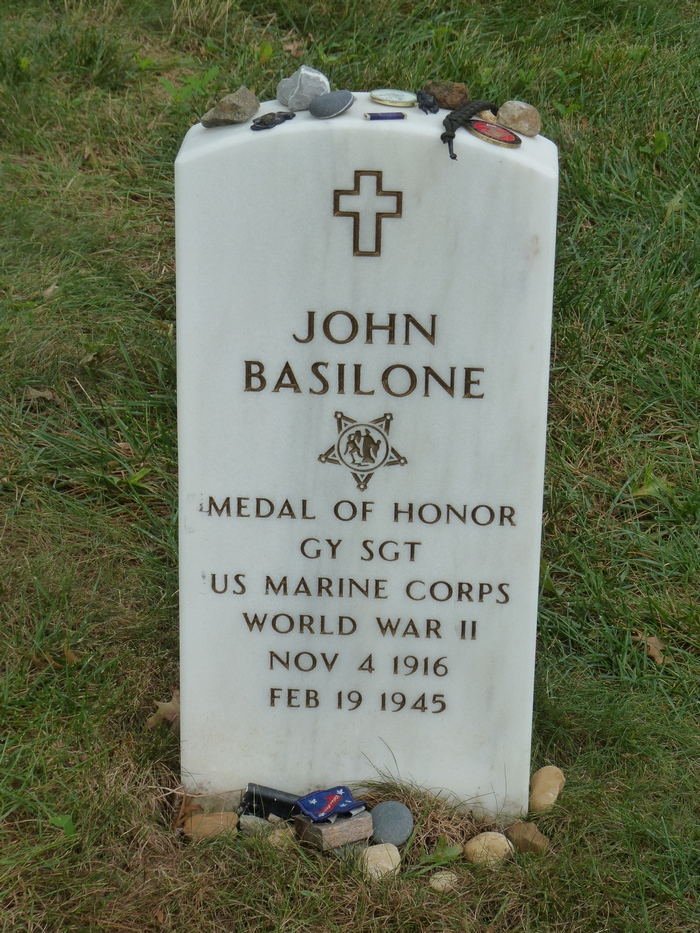
Tombe de John Basilone. Cimetière d'Arlington août 2012

John Basilone (né le 4 novembre 1916 et mort le 19 février 1945) est un sergent artilleur du Corps des Marines des États-Unis.
Il reçoit la Medal of Honor pour ses faits d'armes lors de la bataille de Guadalcanal pendant la Seconde Guerre mondiale. Il est le seul Marine de la Seconde Guerre mondiale à recevoir à la fois la Médaille d'Honneur et la Navy Cross.
Il sert trois ans dans l'armée de terre des États-Unis aux Philippines, avant de rejoindre le Corps des Marines en 1940. Après sa formation, Basilone est déployé dans la baie de Guantánamo à Cuba, aux Îles Salomon, et finalement à Guadalcanal où il résiste à 3 000 soldats japonais après que son unité de 15 soldats eut été réduite à seulement deux hommes. 
Il est tué au combat le premier jour de la bataille d'Iwo Jima, il est alors honoré à titre posthume de la Navy Cross. Il reçoit de nombreux honneurs, dont celui d'avoir des rues, des sites militaires et un destroyer de la marine des États-Unis portant son nom.

## Enfance
Il naît à Buffalo (New York), il est le sixième d'une famille de dix enfants.
Son père, Salvatore Basilone, émigre de Colle Sannita dans la province du Bénévent en 1903 et s'installe à Raritan (New Jersey). Sa mère, Dora Bencivenga, naît en 1889 et grandit à Manville (Rhode Island), mais ses parents, Carlo et Catrina, viennent également de la même région. Ses parents se sont rencontrés lors d'un rassemblement religieux et se sont mariés trois ans plus tard. John Basilone grandit dans une ville proche de Raritan (aujourd'hui un arrondissement de Raritan) où il allait à l'école paroissiale Saint-Bernard. Il termine le collège à l'âge de 15 ans et ne continue pas au lycée.

## Carrière militaire
En 1934, il a 18 ans et s'engage dans l'armée, où il devient champion de boxe pendant ses trois années de service aux Commonwealth des Philippines. Après un court retour à la vie civile, il rejoint les Marines en 1940, ce qui l'amènera plus tard dans le Pacifique comme Gunnery Sergeant, désignation du sous-officier ancien commandant la section d'armes lourdes (mitrailleuses, mortiers) d'une compagnie d'infanterie.

### Guadalcanal
Il reçut le surnom de Manila John par les Marines à cause de son service militaire aux Philippines. Le 24 octobre 1942, au cours de la bataille de Guadalcanal alors qu'il se battait pour conserver le contrôle de l'aérodrome lors de la bataille d'Henderson Field, son régiment a tenu face à 3 000 Japonais de la 2e division d'infanterie de l'armée impériale japonaise (Sendai Division). Basilone commandait à ce moment deux sections de mitrailleuses. Ils se battirent pendant deux jours jusqu'à ce que lui et deux autres Marines survivants soient remplacés. Pour son action et sa bravoure à Guadalcanal, il reçut la médaille d'honneur : la plus haute distinction de l'armée des États-Unis.
Le soldat de première classe Nash W. Phillips, de Fayetteville, Caroline du Nord, se souvient lors de la bataille de Guadalcanal :

« Basilone s'est servi d'une mitrailleuse pendant trois jours et trois nuits sans dormir, sans se reposer, et sans nourriture. Il était dans un bon emplacement de tir, il a fait beaucoup de dégâts aux Japonais, non seulement en tirant avec sa mitrailleuse, mais aussi à l'aide de son pistolet. »

### Retour au pays et mariage
Il retourna ensuite aux États-Unis pour vendre des bons pour financer la guerre (War BondTour). En 1943, il demanda à repartir dans le Pacifique mais le corps des Marines refusa sa requête. Ils lui proposèrent un poste d'instructeur qu'il refusa. Il refit une demande qui fut cette fois-ci acceptée et Basilone partit à l'entrainement au camp Pendleton en Californie le 27 décembre 1943. C’est dans ce camp qu’il rencontra Lena Mae Riggi, sergent dans le corps des Marines féminines de réserve. Elle devint sa femme le 10 juillet 1944.

### Iwo Jima
Il fut affecté à la compagnie Charlie du 1er bataillon, 27e régiment de marine, 5e division de Marines. Lors de l'invasion d’Iwo Jima, le 19 février 1945, il occupait le poste de chef de section de mitrailleuses contre les forces japonaises sur Red Beach II.
Pendant la bataille, les Japonais concentraient leur feu sur le débarquement américain depuis leurs blockhaus fortifiés disséminés sur toute l'île. Son unité clouée au sol, Basilone réussit à atteindre les positions japonaises jusqu'à ce qu'il soit juste au-dessus d'un blockhaus, qu'il attaqua à la grenade et avec des explosifs de démolition, détruisant à lui seul l'ensemble fortifié et sa garnison. Ensuite, il combattit pour se frayer un chemin vers l'aérodrome no 1 (Central Field, Iwo Jima) et aida un char américain pris au piège dans un champ de mines ennemi, sous d'intenses tirs de mortier et d'artillerie. Il guida le blindé pour le mettre à l’abri, malgré le feu nourri japonais.
Alors qu'il se déplaçait le long du bord de l'aérodrome, il fut tué par des éclats d'obus de mortier japonais. Ses actions permirent aux Marines de pénétrer la défense japonaise et de quitter la plage de débarquement pendant les premières phases essentielles de l'invasion. Pour sa bravoure lors de la bataille d'Iwo Jima, il fut honoré à titre posthume de la deuxième plus haute décoration du Corps des Marines, la Navy Cross.
Sur la base de ses recherches pour le livre et la mini-série The Pacific, l'auteur Hugh Ambrose a suggéré que Basilone n'a pas été tué par un mortier, mais par des tirs d'armes à feu qui l'ont frappé à l'aine droite, au cou et presque complètement déchiré son bras gauche.
John Basilone est enterré dans le cimetière national d'Arlington en Virginie dans la section 12, tombe 384, grille Y/Z 23.5.
Lena Basilone est décédée le 11 juin 1999, à l'âge de 86 ans et est enterrée au cimetière national de Riverside. Lena ne s'est jamais remariée, et elle est enterrée en portant toujours son alliance.

### Honneurs militaires
Il a été à titre posthume honoré de la Navy Cross et il est ainsi le seul Marine enrôlé dans la Seconde Guerre mondiale à avoir reçu la médaille d'honneur, la Navy Cross, et le Purple Heart.

### Autres honneurs
L'USS Basilone (en) fut un destroyer qui portait son nom. Un mémorial figurant sa statue fut édifié à son nom à Raritan dans le New Jersey.
Dans le feuilleton télévisé The Pacific, produit par Tom Hanks et Steven Spielberg, son personnage est interprété par Jon Seda.